# Њу Орлеанс
Њу Орлеанс (енгл. New Orleans, фр. La Nouvelle-Orléans) је највећи град у америчкој савезној држави Луизијани, а смештен је код ушћа реке Мисисипи у Мексички залив. Налази се у југоисточном делу Луизијане уздуж реке Мисисипи и јужно од језера Пончартрејн. Према попису становништва из 2000. године град је имао 484.674 становника, а са предграђима 1.337.726.
Њу Орлеанс је и један од најстаријих градова у САД. Град има огромну културно историјску баштину која је потекла из француске, шпанске и црначке културе. Основан је 1718, а име је добио по француском владару Филипу Орленаском. Њу Орлеанс је познат по мултикултуралној баштини (нарочито под француским, шпанским и афроамеричким утицајем), као и својој музици, те кухињи. Град је светски познато туристичко одредиште захваљујући многим фестивалима и прославама.
У августу 2005. град је тешко погодио и поплавио ураган Катрина. Након што је становништво града евакуисано, а он опустошен ураганом, популација се значајно смањила и већина становника одлучила је да потражи привремено склониште другде или да се за стално одсели из града. Према проценама са краја 2005, у граду је живело мање од 150.000 људи.

## Историја
Пре досељења Европљана су на простору Њу Орлеанса живели Индијанци из племена Читимача. Град Њу Орлеанс су основали Французи 7. маја 1718. Град је основао Жан-Баптист Ле Мојн де Бјенвил, директор француске компаније за истраживање и колонизацију долине Мисисипија. Основан је као трговачка постаја на ушћу реке. Назван је по Филипу , војводи од  Орлеана. Од 1723. је главни град француске колоније Луизијане.
Године 1763. је Споразумом у Паризу град припао Шпанији и био под шпанском влашћу до 1801. кад је враћен Француској и постао део колоније Луизијане. Године 1803. Наполеон je Луизијану продао САД. Од 1812. је организована америчка савезна држава Луизијана. Град је под америчком влашћу брзо растао. Био је центар узгоја памука и шећерне трске у околини. У град се населило много досељеника са Хаитија, где је 1804. избила револуција. Током Америчко-британског рата је 1815. вођена Битка код Њу Орлеанса у којој су Американци победили и присилили Британце да напусте Луизијану. Америчке снаге је водио Ендру Џексон, каснији предсједник САД.
Становништво града се удвостручило до 1840. Њу Орлеанс се развио као значајнa трговачка постаја, посебно за трговину робовима на југу САД. Током грађанског рата су северњачке снаге брзо заузеле град, те није јако настрадао.
Град се даље развијао, али је његово ширење ограничавао географски положај између реке Мисисипи и језера Пончартрејн, те много мочварног земљишта у околини. Инжењер Балдвин Вуд је почетком 20. века осмислио систем одводњавања мочварног земљишта, што је омогућило даљњи развој града. Око града су саграђени бројни насипи и систем пумпи који град штите од поплава. Године 1965. је град погодио ураган Бетси, а 1995. јака поплава узрокована обилним кишама.

### Ураган Катрина
Катрина је био један од најјачих урагана у историји. Дана 26. августа 2005. је погодио обалу Луизијане и његово средиште је прошло у близини Њу Орлеанса. Град су погодили ветрови брзине преко 250 km/h и изразито обилне падавине, што је узроковало рушење бране према Мисисипију и језеру Пончартрејн. Последица тога је да је град био поплављен, а висина воде је понегде досезала преко 9 m. Према службеним подацима је у урагану погинуло 1.464 становника града. У град су из околних мочвара ушли крокодили и остале дивље животиње. Градом су почеле харати банде пљачкаша. У таквим условима се није могло даље живети, те је наређена масовна евакуација града.
Додатан проблем је да град лежи испод нивоа мора, па се вода није могла природним путем повући. Због тога су били потребни месеци да се обнове околне бране и испумпа вода из града. Обнова града је текла врло споро. Сматра се да ће град веома тешко у блиској будућности достићи број становника од пре урагана.

## Географија

### Клима
| Клима међународног аеродрома Луј Армстронг Њу Орлеанс (1981–2010 нормале, екстреми 1946–садашњост) | Клима међународног аеродрома Луј Армстронг Њу Орлеанс (1981–2010 нормале, екстреми 1946–садашњост) | Клима међународног аеродрома Луј Армстронг Њу Орлеанс (1981–2010 нормале, екстреми 1946–садашњост) | Клима међународног аеродрома Луј Армстронг Њу Орлеанс (1981–2010 нормале, екстреми 1946–садашњост) | Клима међународног аеродрома Луј Армстронг Њу Орлеанс (1981–2010 нормале, екстреми 1946–садашњост) | Клима међународног аеродрома Луј Армстронг Њу Орлеанс (1981–2010 нормале, екстреми 1946–садашњост) | Клима међународног аеродрома Луј Армстронг Њу Орлеанс (1981–2010 нормале, екстреми 1946–садашњост) | Клима међународног аеродрома Луј Армстронг Њу Орлеанс (1981–2010 нормале, екстреми 1946–садашњост) | Клима међународног аеродрома Луј Армстронг Њу Орлеанс (1981–2010 нормале, екстреми 1946–садашњост) | Клима међународног аеродрома Луј Армстронг Њу Орлеанс (1981–2010 нормале, екстреми 1946–садашњост) | Клима међународног аеродрома Луј Армстронг Њу Орлеанс (1981–2010 нормале, екстреми 1946–садашњост) | Клима међународног аеродрома Луј Армстронг Њу Орлеанс (1981–2010 нормале, екстреми 1946–садашњост) | Клима међународног аеродрома Луј Армстронг Њу Орлеанс (1981–2010 нормале, екстреми 1946–садашњост) | Клима међународног аеродрома Луј Армстронг Њу Орлеанс (1981–2010 нормале, екстреми 1946–садашњост) |
| Показатељ \ Месец                                                                                  | .Јан.                                                                                              | .Феб.                                                                                              | .Мар.                                                                                              | .Апр.                                                                                              | .Мај.                                                                                              | .Јун.                                                                                              | .Јул.                                                                                              | .Авг.                                                                                              | .Сеп.                                                                                              | .Окт.                                                                                              | .Нов.                                                                                              | .Дец.                                                                                              | .Год.                                                                                              |
| -------------------------------------------------------------------------------------------------- | -------------------------------------------------------------------------------------------------- | -------------------------------------------------------------------------------------------------- | -------------------------------------------------------------------------------------------------- | -------------------------------------------------------------------------------------------------- | -------------------------------------------------------------------------------------------------- | -------------------------------------------------------------------------------------------------- | -------------------------------------------------------------------------------------------------- | -------------------------------------------------------------------------------------------------- | -------------------------------------------------------------------------------------------------- | -------------------------------------------------------------------------------------------------- | -------------------------------------------------------------------------------------------------- | -------------------------------------------------------------------------------------------------- | -------------------------------------------------------------------------------------------------- |
| Апсолутни максимум, °C (°F)                                                                        | 28 (83)                                                                                            | 29 (85)                                                                                            | 32 (89)                                                                                            | 33 (92)                                                                                            | 36 (96)                                                                                            | 38 (101)                                                                                           | 38 (101)                                                                                           | 39 (102)                                                                                           | 38 (101)                                                                                           | 34 (94)                                                                                            | 31 (87)                                                                                            | 29 (84)                                                                                            | 39 (102)                                                                                           |
| Средњи максимум, °C (°F)                                                                           | 25,1 (77,2)                                                                                        | 26,1 (78,9)                                                                                        | 27,9 (82,3)                                                                                        | 30,4 (86,7)                                                                                        | 33,1 (91,5)                                                                                        | 34,7 (94,5)                                                                                        | 35,6 (96,0)                                                                                        | 35,8 (96,4)                                                                                        | 34,2 (93,5)                                                                                        | 31,7 (89,0)                                                                                        | 28,7 (83,7)                                                                                        | 26,5 (79,7)                                                                                        | 36,3 (97,3)                                                                                        |
| Максимум, °C (°F)                                                                                  | 16,7 (62,1)                                                                                        | 18,6 (65,4)                                                                                        | 22,1 (71,8)                                                                                        | 25,7 (78,2)                                                                                        | 29,6 (85,2)                                                                                        | 31,9 (89,5)                                                                                        | 32,9 (91,2)                                                                                        | 32,9 (91,2)                                                                                        | 30,8 (87,5)                                                                                        | 26,7 (80,0)                                                                                        | 22,1 (71,8)                                                                                        | 18 (64,4)                                                                                          | 25,7 (78,2)                                                                                        |
| Просек, °C (°F)                                                                                    | 11,9 (53,4)                                                                                        | 13,7 (56,7)                                                                                        | 17,1 (62,7)                                                                                        | 20,6 (69,1)                                                                                        | 24,8 (76,7)                                                                                        | 27,5 (81,5)                                                                                        | 28,5 (83,3)                                                                                        | 28,5 (83,3)                                                                                        | 26,6 (79,8)                                                                                        | 21,8 (71,3)                                                                                        | 17,1 (62,7)                                                                                        | 13,2 (55,7)                                                                                        | 20,9 (69,7)                                                                                        |
| Минимум, °C (°F)                                                                                   | 7,1 (44,7)                                                                                         | 8,9 (48,0)                                                                                         | 11,9 (53,5)                                                                                        | 15,6 (60,0)                                                                                        | 20,1 (68,1)                                                                                        | 23,1 (73,5)                                                                                        | 24,1 (75,3)                                                                                        | 24,1 (75,3)                                                                                        | 22,2 (72,0)                                                                                        | 17 (62,6)                                                                                          | 11,9 (53,5)                                                                                        | 8,3 (46,9)                                                                                         | 16,2 (61,2)                                                                                        |
| Средњи минимум, °C (°F)                                                                            | −2,4 (27,6)                                                                                        | −0,4 (31,3)                                                                                        | 2,7 (36,8)                                                                                         | 7 (44,6)                                                                                           | 13,3 (56,0)                                                                                        | 18,7 (65,7)                                                                                        | 21,1 (69,9)                                                                                        | 21,1 (70,0)                                                                                        | 15,9 (60,6)                                                                                        | 7,6 (45,6)                                                                                         | 3,1 (37,6)                                                                                         | −1,3 (29,6)                                                                                        | −4,1 (24,6)                                                                                        |
| Апсолутни минимум, °C (°F)                                                                         | −10 (14)                                                                                           | −9 (16)                                                                                            | −4 (25)                                                                                            | 0 (32)                                                                                             | 5 (41)                                                                                             | 10 (50)                                                                                            | 16 (60)                                                                                            | 16 (60)                                                                                            | 6 (42)                                                                                             | 2 (35)                                                                                             | −4 (24)                                                                                            | −12 (11)                                                                                           | −12 (11)                                                                                           |
| Количина падавинаmm (in)                                                                           | 130,8 (5,15)                                                                                       | 134,6 (5,30)                                                                                       | 115,6 (4,55)                                                                                       | 117,1 (4,61)                                                                                       | 117,6 (4,63)                                                                                       | 204,7 (8,06)                                                                                       | 150,6 (5,93)                                                                                       | 151,9 (5,98)                                                                                       | 126,2 (4,97)                                                                                       | 89,9 (3,54)                                                                                        | 114 (4,49)                                                                                         | 133,1 (5,24)                                                                                       | 1.586,2 (62,45)                                                                                    |
| Дани са падавинама (≥ 0.01 in)                                                                     | 9,3                                                                                                | 8,8                                                                                                | 8,3                                                                                                | 6,9                                                                                                | 7,7                                                                                                | 12,9                                                                                               | 13,6                                                                                               | 13,1                                                                                               | 9,4                                                                                                | 7,7                                                                                                | 7,9                                                                                                | 9,2                                                                                                | 114,8                                                                                              |
| Релативна влажност, %                                                                              | 75,6                                                                                               | 73,0                                                                                               | 72,9                                                                                               | 73,4                                                                                               | 74,4                                                                                               | 76,4                                                                                               | 79,2                                                                                               | 79,4                                                                                               | 77,8                                                                                               | 74,9                                                                                               | 77,2                                                                                               | 76,9                                                                                               | 75,9                                                                                               |
| Сунчани сати — месечни просек                                                                      | 153,0                                                                                              | 161,5                                                                                              | 219,4                                                                                              | 251,9                                                                                              | 278,9                                                                                              | 274,3                                                                                              | 257,1                                                                                              | 251,9                                                                                              | 228,7                                                                                              | 242,6                                                                                              | 171,8                                                                                              | 157,8                                                                                              | 2.648,9                                                                                            |
| Сунчано време — месечни проценти                                                                   | 47                                                                                                 | 52                                                                                                 | 59                                                                                                 | 65                                                                                                 | 66                                                                                                 | 65                                                                                                 | 60                                                                                                 | 62                                                                                                 | 62                                                                                                 | 68                                                                                                 | 54                                                                                                 | 50                                                                                                 | 60                                                                                                 |
| Извор: NOAA (ерлативна влажност и сунчаност 1961–1990)                                             | | | | | | | | | | | | | |

| Клима Одубон парка у Њу Орлеансу (екстреми 1893–садашњост) | Клима Одубон парка у Њу Орлеансу (екстреми 1893–садашњост) | Клима Одубон парка у Њу Орлеансу (екстреми 1893–садашњост) | Клима Одубон парка у Њу Орлеансу (екстреми 1893–садашњост) | Клима Одубон парка у Њу Орлеансу (екстреми 1893–садашњост) | Клима Одубон парка у Њу Орлеансу (екстреми 1893–садашњост) | Клима Одубон парка у Њу Орлеансу (екстреми 1893–садашњост) | Клима Одубон парка у Њу Орлеансу (екстреми 1893–садашњост) | Клима Одубон парка у Њу Орлеансу (екстреми 1893–садашњост) | Клима Одубон парка у Њу Орлеансу (екстреми 1893–садашњост) | Клима Одубон парка у Њу Орлеансу (екстреми 1893–садашњост) | Клима Одубон парка у Њу Орлеансу (екстреми 1893–садашњост) | Клима Одубон парка у Њу Орлеансу (екстреми 1893–садашњост) | Клима Одубон парка у Њу Орлеансу (екстреми 1893–садашњост) |
| Показатељ \ Месец                                          | .Јан.                                                      | .Феб.                                                      | .Мар.                                                      | .Апр.                                                      | .Мај.                                                      | .Јун.                                                      | .Јул.                                                      | .Авг.                                                      | .Сеп.                                                      | .Окт.                                                      | .Нов.                                                      | .Дец.                                                      | .Год.                                                      |
| ---------------------------------------------------------- | ---------------------------------------------------------- | ---------------------------------------------------------- | ---------------------------------------------------------- | ---------------------------------------------------------- | ---------------------------------------------------------- | ---------------------------------------------------------- | ---------------------------------------------------------- | ---------------------------------------------------------- | ---------------------------------------------------------- | ---------------------------------------------------------- | ---------------------------------------------------------- | ---------------------------------------------------------- | ---------------------------------------------------------- |
| Апсолутни максимум, °C (°F)                                | 29 (84)                                                    | 29 (85)                                                    | 33 (91)                                                    | 34 (93)                                                    | 37 (99)                                                    | 40 (104)                                                   | 39 (102)                                                   | 39 (103)                                                   | 38 (101)                                                   | 36 (97)                                                    | 33 (92)                                                    | 29 (85)                                                    | 40 (104)                                                   |
| Апсолутни минимум, °C (°F)                                 | −11 (13)                                                   | −14 (6)                                                    | −3 (26)                                                    | 0 (32)                                                     | 8 (46)                                                     | 12 (54)                                                    | 16 (61)                                                    | 16 (60)                                                    | 9 (49)                                                     | 2 (35)                                                     | −3 (26)                                                    | −11 (12)                                                   | −14 (6)                                                    |
| Извор: NOAA                                                |                                                            |                                                            |                                                            |                                                            |                                                            |                                                            |                                                            |                                                            |                                                            |                                                            |                                                            |                                                            |                                                            |

## Демографија
По попису из 2010. године број становника је 343.829, што је 140.845 (-29,1%) становника мање него 2000. године.
|                   | 2010.            | 2000.            |
| Укупно            | 343 829 (100,0%) | 484 674 (100,0%) |
| Афроамериканци    | 206 871 (60,17%) | 325 947 (67,25%) |
| Белци             | 104 770 (30,47%) | 128 871 (26,59%) |
| Хиспаноамериканци | 18 051 (5,250%)  | 14 826 (3,059%)  |
| Азијати           | 9 970 (2,900%)   | 10 972 (2,264%)  |
| Остали            | 4 167 (1,212%)   | 4 058 (0,837%)   |

## Партнерски градови
- Каракас
- Дурбан
- Инзбрук
- Маракаибо
- Мацуе
- Мерида
- Поант Ноар
- Сан Мигел де Тукуман
- Тегусигалпа
- Рош-ха-Аин
- Хуан-ле-Пен
- Изола дел Лири
- Белем
- Ресистенсија
- Батуми

## Значајни људи
У Њу Орлеансу рођени су:
- Ли Харви Освалд - атентатор
- Ен Рајс - списатељица
- Фатс Домино - музичар
- Кен Томпсон - информатичар